# 그랜드체이스의 등장인물 목록
이 문서는 온라인 게임 그랜드체이스의 캐릭터에 대해 다루는 문서이다.

## 모험가

### 엘리시스 지크하트(Elesis Sieghart)
- 성우 - 윤여진

현재 붉은 기사단을 이끌고 있는 카나반의 기사이다.

### 리르 에류엘(Lire Eruel)
- 성우 - 윤여진→이현진

엘프족 전사로 백발백중 명사수로 싸움을 싫어하는 엘프족이나 최근 몇 년간 세상이 어려워지자 전쟁에 참여했다.

### 아르메 글렌스티드(Arme Glenstid)
- 성우 - 윤여진→이명희

마법학교 바이올렛 메이지의 천재 마법사.

### 라스 이솔레트(Lass Isolet)
- 성우 - 강수진

명계에서 흘러들어온 아버지와 인간 어머니 사이에서 태어난 하프블러드.

### 라이언 우드가드(Ryan Woodguard)
- 성우 - 홍범기

항상 남을 도와주는 것을 좋아하며 항상 밝고 명랑한 성격을 가진 숲의 엘프이다.

### 로난 에루돈(Ronan Erudon)
- 성우 - 정재헌

카나반의 전설적인 마검사 가문, 에루돈 가문의 후손으로 왕실 근위 대장으로서 카나반 왕실을 보호하는 역할을 맡았다.

### 에이미 플리에(Amy Plie)
- 성우 - 이계윤

제니아 대륙, 실버 랜드의 무희이자 신탁녀(神託)였으나 신들의 대전쟁 후 암흑 세력에 지배받는 신들을 떠나 대항 세력인 실버 나이츠에 합류하게 된다.

### 진 카이엔(Jin Kaien)
- 성우 - 신용우

제니아 대륙, 실버나이츠에 붉은 머리 소년이 실버나이츠에서 활기차게 날뛰고 있던 진은 빅터의 눈에 띄어 훈련생이 되었고 그 후 그랜드체이스 일행으로 들어가기로 결정한다.

### 에르크나드 지크하트(Ercnard Sieghart)
- 성우 - 엄상현

옛날 카나반 왕국의 천재 검투사이다. 크고 작은 전투에서 많은 공적을 세워, 그의 유명한 전쟁사는 왕실 역사서에도 기록 되어있다.

### 마리 밍 오네트(Mari Ming Onette)
- 성우 - 이지영

지금은 사라져버린 아케메디아의 고대 왕국 ‘코우나트’의 마지막 생존자.

### 디오 버닝 캐니언(Dio Burning Canyon)
- 성우 - 최재호

마계의 온건파의 대표가문 중 하나인 버닝캐니언 가문의 계승자.

### 제로 제피리움(Zero Zephyrum)
- 성우 - 김영선

대마법사 '오즈 폰 막스 라인하르트(Oz Pone Max Reinhardt)'의 필생작인 마검 그란다르크를 다루기 위해 만들어진 크리쳐.

### 레이 폰 크림슨리버(Rey von Crimson River)
- 성우 - 양정화

마계 온건파의 전통적인 세력가인 크림슨 리버 가문의 딸.

### 루퍼스 와일드(Rufus Wild)
- 성우 - 김광국

명계 종족 하로스의 피를 이어받은 바운티 헌터.

### 린(Rin)
- 성우 - 정미숙

고대 아케메디아의 여신 아그네시아의 환생인 소녀.

### 아신 타이린(Asin Tairin)
- 성우 - 최원형

실버랜드의 실버나이츠류를 이어받은 무도가.

### 라임 세레니티(Lime Serenity)
- 성우 - 여민정

베르메시아 대륙의 종교국가 루즈 성국의 루즈성 기사단 소속의 성기사.

### 에델 프로스트(Edel Frost)
- 성우 - 김보영

세르딘 프로스트 가문의 검사.
프로스트 가문은 마법 왕국 세르딘에서 몇 안 되는 검을 사용하는 가문이었지만 왕국 내에서 마법파의 힘이 강해지면서 점차 가문의 힘과 그 위치를 잃어가고 있었다.

### 베이가스 테르(Veigas Terre)
- 성우 - 박리나

마계의 대표적인 강경파 세력인 테르 가문의 수장.

### 데카네(Decanee)
- 성우 - 문유정

세상에 혼돈과 파멸을 불러오는 거짓된 피조물.

## 클래스
- 엘리시스의 전직명

| 국내 전직명 | 기본 전직명     | 1차 전직명          | 2차 전직명                | 3차 전직명      |
| ----------- | --------------- | ------------------- | ------------------------- | --------------- |
| 한국        | 기사 (騎士)     | 창병 (槍兵)         | 소드마스터 (Sword Master) | 세이버 (Savior) |
| 영미권      | Knight (나이트) | Spearman (스피어맨) | Sword Master              | Savior          |

- 리르의 전직명

| 국내 전직명 | 기본 전직명   | 1차 전직명                  | 2차 전직명               | 3차 전직명  |
| ----------- | ------------- | --------------------------- | ------------------------ | ----------- |
| 한국        | 궁수 (弓手)   | 석궁병 (石弓兵)             | 아크레인저 (Arch Ranger) | 노바 (Nova) |
| 영미권      | Archer (아처) | Crossbow Man (크로스보우맨) | Arch Ranger              | Nova        |

- 아르메의 전직명

| 국내 전직명 | 기본 전직명       | 1차 전직명             | 2차 전직명     | 3차 전직명               |
| ----------- | ----------------- | ---------------------- | -------------- | ------------------------ |
| 한국        | 마법사 (魔法師)   | 연금술사 (練金術師)    | 워록 (Warlock) | 배틀메이지 (Battle Mage) |
| 영미권      | Magician (매지션) | Alchemist (알케미스트) | Warlock        | Battle Mage              |

- 라스의 전직명

| 국내 전직명 | 기본 전직명  | 1차 전직명         | 2차 전직명                  | 3차 전직명           |
| ----------- | ------------ | ------------------ | --------------------------- | -------------------- |
| 한국        | 도적 (盜賊)  | 자객 (刺客)        | 다크 어쌔신 (Dark Assassin) | 스트라이퍼 (Striper) |
| 영미권      | Thief (시프) | Alchemist (어쌔신) | Dark Assassin               | Striker (스트라이커) |